# میلیتسا گارداشویچ
میلیتسا گارداشویچ (سیریلیک صربی: Милица Гардашевић؛ زادهٔ ۲۸ اوت ۱۹۹۸) ورزشکار زن پرش طول اهل صربستان است.